# Dallas County (Texas)
Das Dallas County ist ein County im Bundesstaat Texas der Vereinigten Staaten. Das U.S. Census Bureau hat bei der Volkszählung 2020 eine Einwohnerzahl von 2.613.539 ermittelt. Der Sitz der County-Verwaltung (County Seat) befindet sich in Dallas.

## Geographie
Das County liegt nordöstlich des geographischen Zentrums von Texas und ist im Norden etwa 80 km von dem Bundesstaat Oklahoma entfernt. Es hat eine Fläche von 2353 Quadratkilometern, wovon 75 Quadratkilometer Wasserfläche sind. Es grenzt im Uhrzeigersinn an folgende Countys: Collin County, Rockwall County, Kaufman County, Ellis County, Tarrant County und Denton County.

## Geschichte

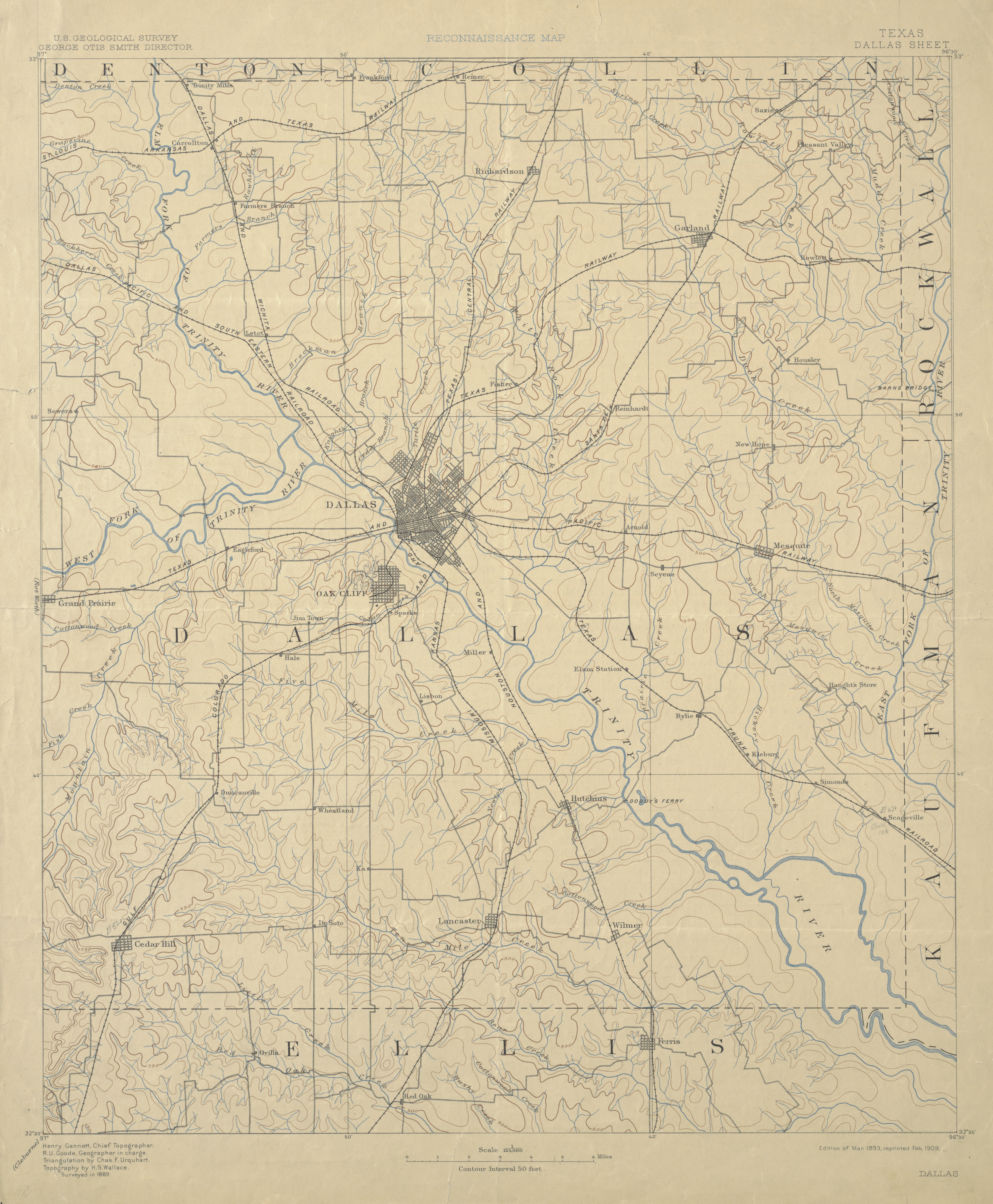
1893 Karte von Dallas County aus USGS

Dallas County wurde am 30. März 1846 aus Teilen des Nacogdoches County und Robertson County gebildet und die Verwaltungsorganisation am 10. Juli gleichen Jahres abgeschlossen. Benannt wurde es wahrscheinlich nach George M. Dallas, dem 11. Vizepräsidenten der USA. Andere mögliche Namensgeber sind die Texas Rangers Walter R. Dallas und James I. Dallas, der Marineoffizier A.J. Dallas, der Kriegs- und Schatzminister Alexander James Dallas oder der frühe Siedler Joseph Dallas.
1861 entschieden sich die Einwohner des Countys für die Sezession. Das County selbst wurde vom Bürgerkrieg verschont, jedoch kämpften etwa 1.300 Mann aus dem Gebiet in der Armee der Südstaaten.

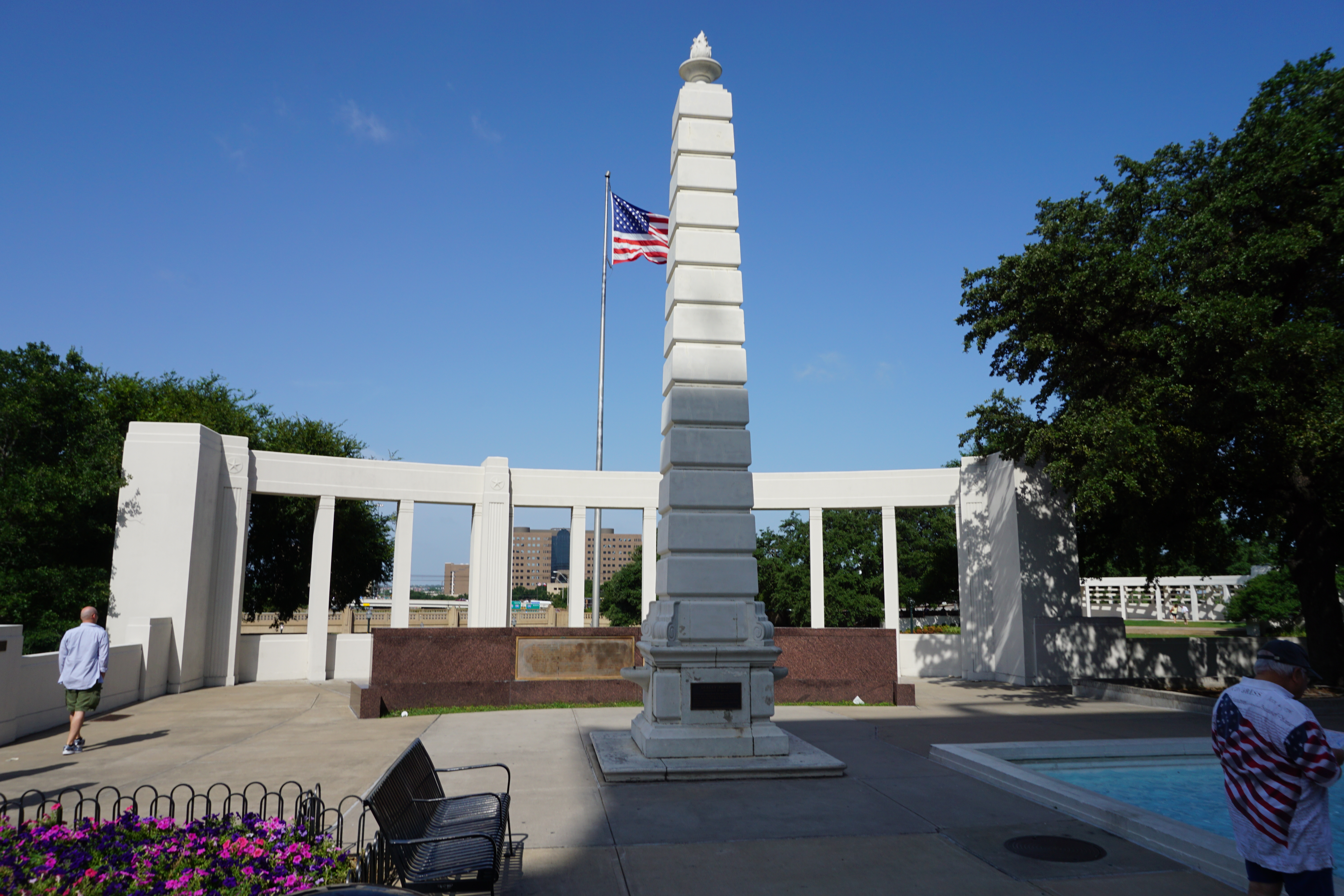
Memorial für John F. Kennedy auf der Dealey Plaza.

Drei Orte im County haben den Status einer National Historic Landmark, die Dealey Plaza, die Fair Park Texas Centennial Buildings und das Highland Park Shopping Village. 127 Bauwerke und Stätten des Countys sind im National Register of Historic Places (NRHP) eingetragen (Stand 23. Oktober 2018).

## Demografische Daten (2000)
Nach der Volkszählung im Jahr 2000 lebten im Dallas County 2.218.899 Menschen in 807.621 Haushalten und 533.837 Familien. Die Bevölkerungsdichte betrug 974 Einwohner pro Quadratkilometer. Ethnisch betrachtet setzte sich die Bevölkerung zusammen aus 58,35 Prozent Weißen, 20,31 Prozent Afroamerikanern, 0,56 Prozent Indianern, 3,98 Prozent Asiatischen Amerikanern, 0,06 Prozent Pazifischen Insulanern und 14,04 Prozent aus anderen ethnischen Gruppen; 2,70 Prozent stammten von zwei oder mehr Ethnien ab. 29,87 Prozent der Einwohner waren Hispanics oder Latinos.

Alterspyramide des Dallas Countys (Stand: 2000)

Von den 807.621 Haushalten hatten 35,1 Prozent Kinder oder Jugendliche, die mit ihnen zusammen lebten. 46,9 Prozent waren verheiratete, zusammenlebende Paare 14,1 Prozent waren allein erziehende Mütter und 33,9 Prozent waren keine Familien. 27,3 Prozent waren Singlehaushalte und in 5,9 Prozent lebten Menschen im Alter von 65 Jahren oder darüber. Die durchschnittliche Haushaltsgröße betrug 2,71, die durchschnittliche Familiengröße 3,34 Personen.

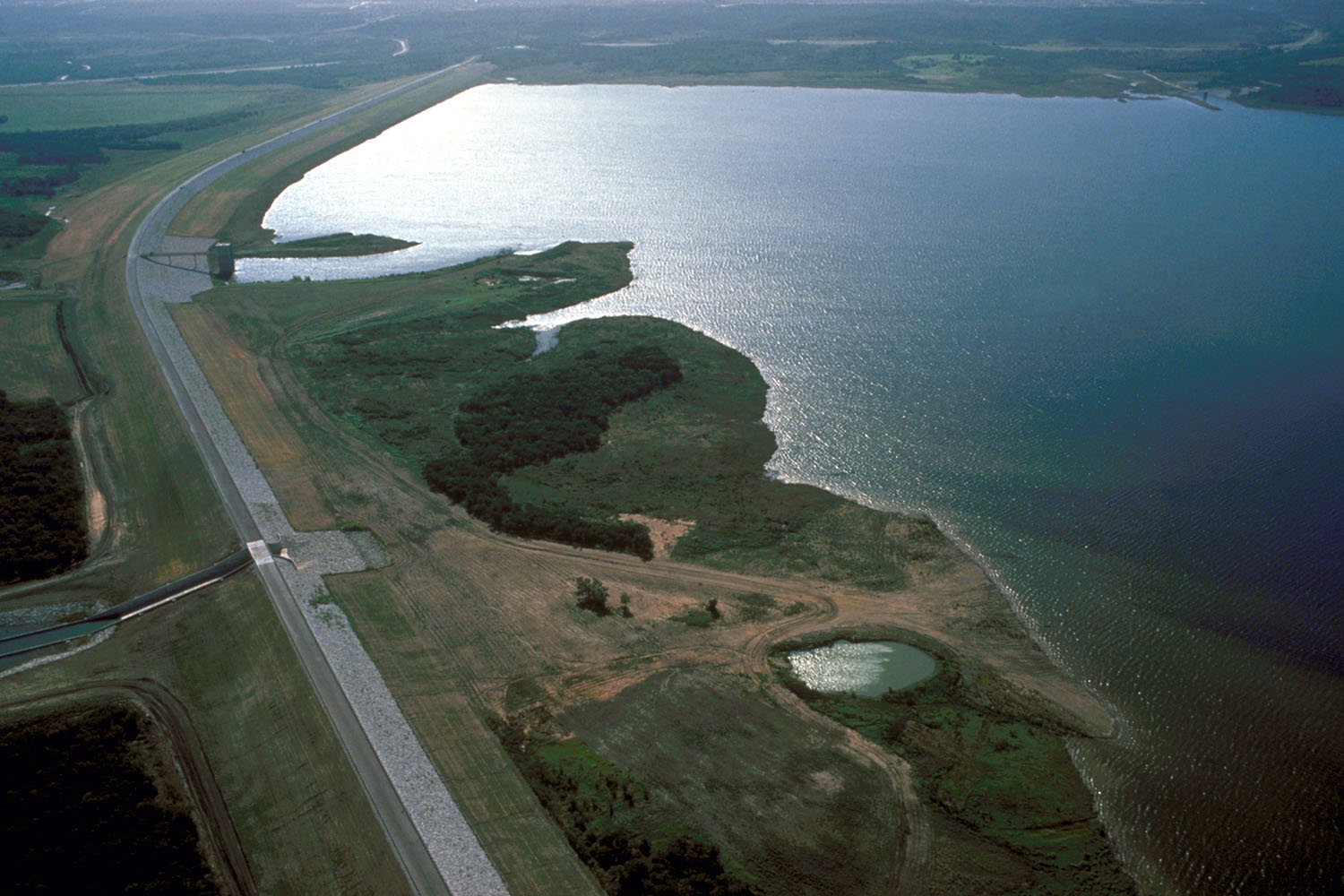
Luftaufnahme des Joe Pool Lake und des Joe Pool Lake Dams

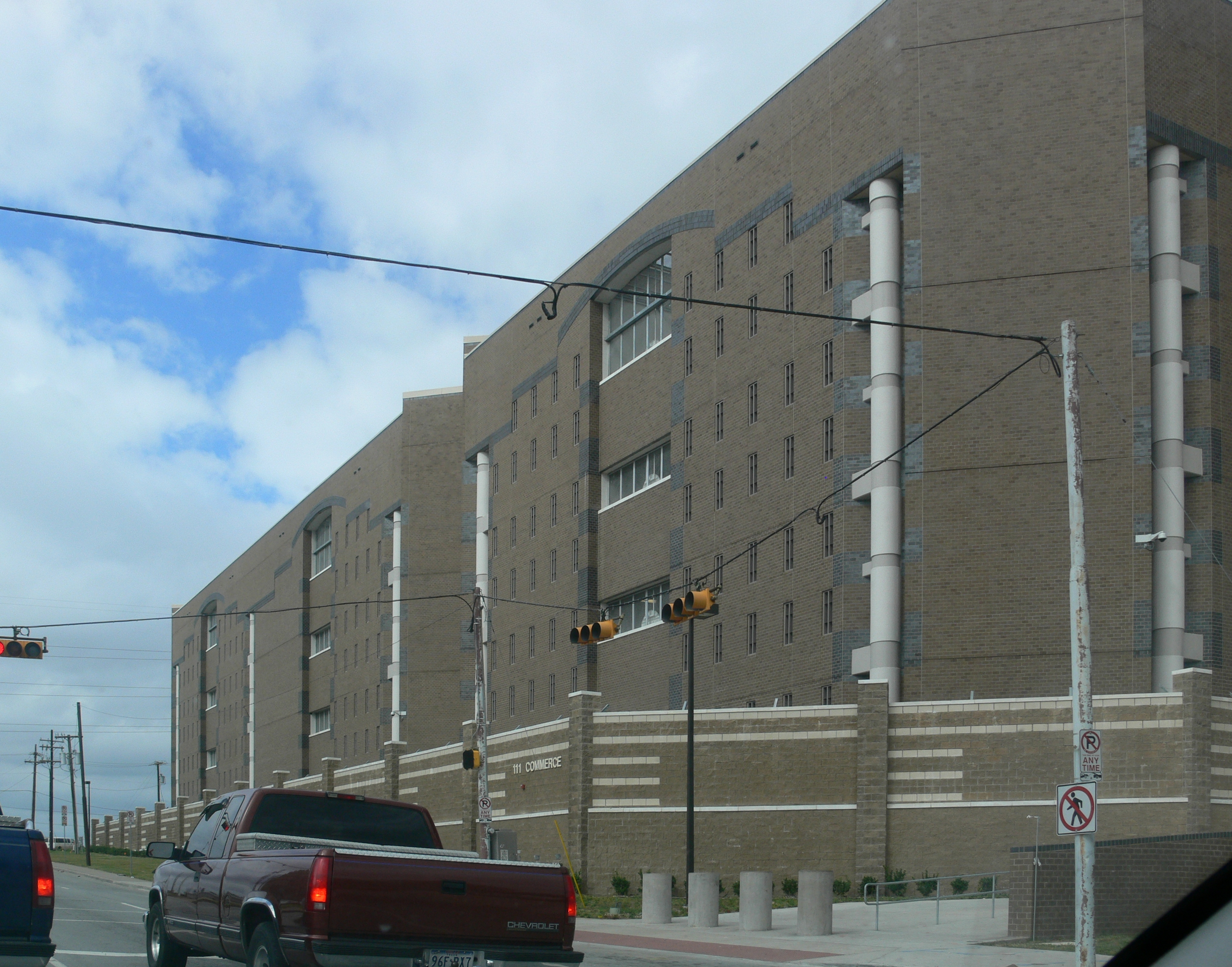
Dallas County Bezirksgefängnis

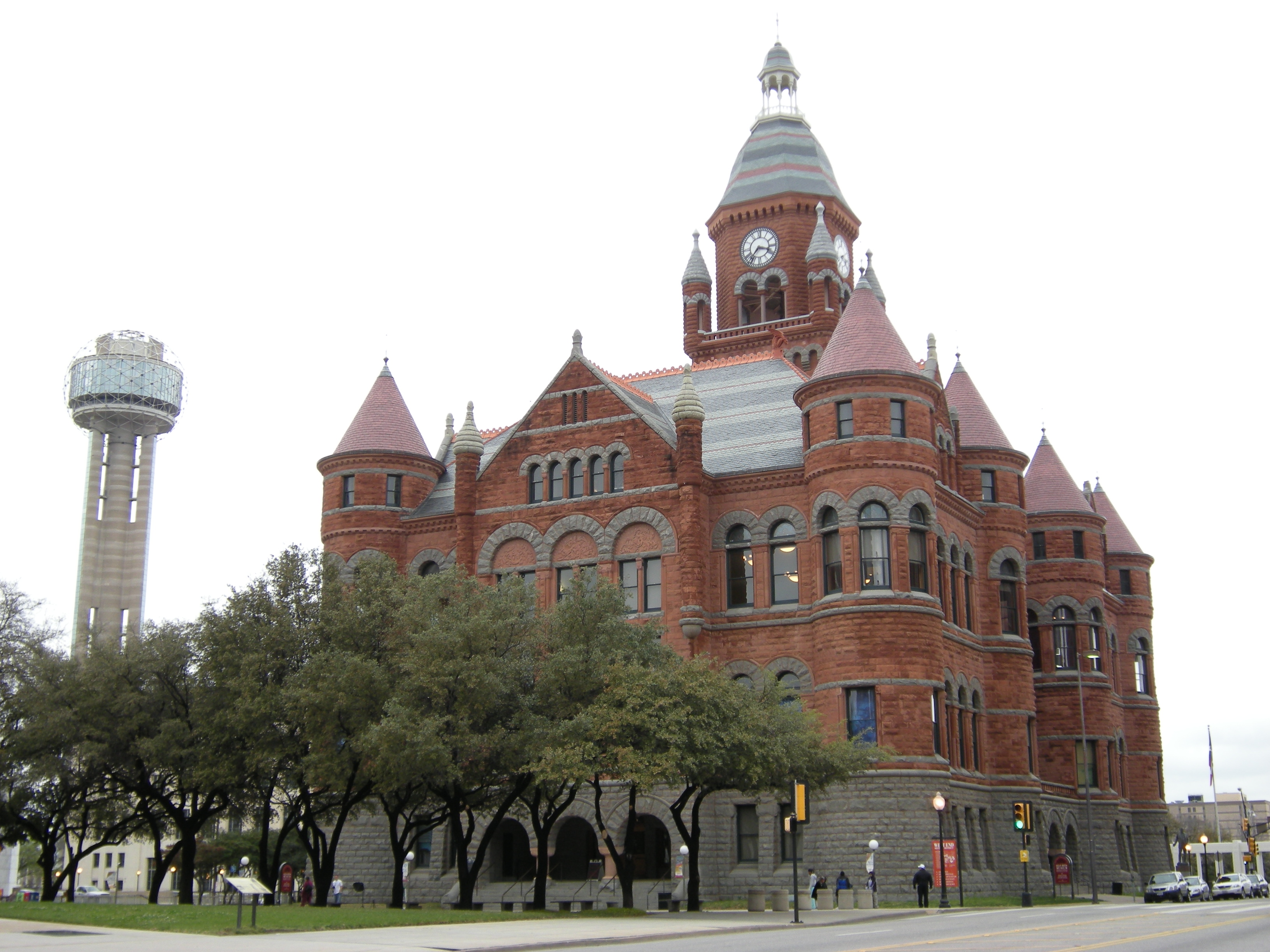
Das ehemalige Dallas County Courthouse in Dallas, gelistet im NRHP mit der Nr. 76002019

Die Bevölkerung verteilte sich auf 27,9 Prozent unter 18 Jahren, 10,7 Prozent zwischen 18 und 24 Jahren, 34,4 Prozent zwischen 25 und 44 Jahren, 18,9 Prozent zwischen 45 und 64 Jahren und 8,1 Prozent waren 65 Jahre alt oder älter. Das Medianalter betrug 31 Jahre. Auf 100 weibliche Personen kamen 99,8 männliche Personen und auf 100 Frauen im Alter ab 18 Jahren kamen 98,0 Männer.
Das jährliche Durchschnittseinkommen eines Haushalts betrug 43.324 USD, das Durchschnittseinkommen einer Familie betrug 49.062 USD. Männer hatten ein Durchschnittseinkommen von 34.988 USD, Frauen 29.539 USD. Das Prokopfeinkommen betrug 22.603 USD. 10,6 Prozent der Familien und 13,4 Prozent der Einwohner lebten unterhalb der Armutsgrenze.

## Orte im County
- Addison
- Arcadia Park
- Audelia
- Balch Springs
- Bethard
- Bethel
- Bobwyn
- Bouchard
- Buckingham
- Carrollton
- Cedar Hill
- Cedarview
- Centerville
- Cockrell Hill
- Combine
- Coppell
- Dallas
- Dalrock
- DeSoto
- Duncanville
- Eagle Ford
- Estelle
- Farmers Branch
- Ferris
- Florence Hill
- Fruitdale
- Garland
- Glenn Heights
- Grand Prairie
- Gribble
- Highland Park
- Hutchins
- Inwood
- Irving
- Kingswood
- Kleberg
- Lakeland Heights
- Lakeview
- Lancaster
- Lawson
- Ledbetter Hills
- Liberty Grove
- Meaders
- Mesquite
- Naaman
- New Hope
- Oak Cliff
- Oldham
- Ovilla
- Patrick
- Pleasant Run
- Pleasant Valley
- Rawlins
- Red Bird Addition
- Reinhardt
- Renner
- Richardson
- River Oaks
- Rose Hill
- Rowlett
- Rylie
- Sachse
- Sargent
- Seagoville
- Shady Grove
- Shamrock
- Shiloh
- Sowers
- Sunnyvale
- Trinity Mills
- Tripp
- University Park
- White Rock
- Wilmer
- Woodland Hills
- Wylie
- Zacha Junction